# Teatro Sant'Apollinare
Il Teatro Sant'Apollinare, noto anche il nome di Teatro Sant'Aponal, fu un teatro d'opera veneziano attivo nel XVII secolo.
Sant'Apollinare era un piccolo palcoscenico "da musica" attivo per dieci anni, dal 1651 al 1661, ubicato appunto nella omonima parrocchia (dalla quale prendeva il suo nome) e più precisamente nella odierna Corte Petriana a Venezia. Il teatro fu adibito durante la sua breve attività alla rappresentazione di drammi per musica e in seguito anche spettacoli accademici.
Il palcoscenico fu promosso per volontà di Giovanni Faustini, librettista e impresario di giovane età già celebre in tutta la città per il suo rapporto collaborativo con il compositore Francesco Cavalli, il quale poteva contare sulla "protezione" di due nobili veneziani, Alvise Duodo e Marc'Antonio Correr.

## Storia del teatro
La sala, già in passato impiegata per la rappresentazione di commedie, era situata al primo piano di un edificio precedentemente abitato da alcune famiglie. Tuttavia quasi nulla si conosce circa il percorso che portò alla realizzazione di questo teatro e le poche notizie su questo ci giungono dall'impegno di locazione del 19 maggio 1650 che dice soltanto: un loco dove già si soleva anticamente recitar commedie.
Il 12 ottobre dello stesso anno fu firmato il contratto definitivo e durante il carnevale del 1651 il teatro aprì ufficialmente. Venne inaugurato con il dramma per musica L'Oristeo di Francesco Cavalli, allora il più noto compositore veneziano d'opere, su libretto del promotore del palcoscenico, Giovanni Faustini. Nonostante Sant'Aponal fosse di dimensioni assai ridotte e decentrato, fu oggetto di un certo interesse da parte dei veneziani, grazie soprattutto alla notorietà delle persone che vi operavano. Dopo i successi ottenuti dalla stagione d'inaugurazione, Faustini era in procinto di prepararne la seconda per il carnevale successivo, quando improvvisamente, il 19 febbraio 1651, morì.
Nella direzione del teatro lo seguì il fratello più anziano Marco, il quale, come fece Giovanni, si appoggiò sempre a Cavalli come compositore di riferimento, e a Correr e Duodo come finanziatori. Ebbe dunque qui inizio la sua carriera d'impresario, anche se non propriamente nell'immediato, in quanto si limitò a portare a termine la stagione iniziata dal fratello, dopo aver subaffittato la sala per due stagioni a una società costituita a Bartolomeo Castoreo, Annibale Basso e Polo Morando. La sua attività ebbe regolarmente inizio a partire dal 1654, per mantenerla con non poche difficoltà sino al giugno del 1657, quando, dopo esser stato coinvolto in una causa riguardante la proprietà delle quote del teatro, affittò la sala all'Accademia degli Imperturbabili, la quale ne fece la propria sede.
Gli accademici, dopo aver sanato i debiti contratti da Faustini, gli imposero nel 1658 lo smantellamento del teatro: stante che intende disfar li palchi et sena di detto teatro. La sala fu smantellata probabilmente a partire dal 1661, in quanto nel frattempo al Sant'Apollinare furono rappresentati alcuni spettacoli; gli ultimi documentati furono l'opera in stile recitato La Pazzia in trono, ovvero Caligola delirante nel 1660 e una ripresa del dramma per musica L'Eritrea di Cavalli nel 1661. 
Nel 1663 Sant'Aponal non venne menzionato nelle Addizioni al Sansovino di Giustiniano Martinioni e nel 1681 lo storico Cristoforo Ivanovich nella sua Minerva al tavolino ce lo riporta ancora esistente, descrivendolo in questo modo:
Marc'Antonio, e Marc'Antonio Corraro, servendo per alcuni anni all'Opere in Musica, e per alcuni alle Comedie, ora è serrato con poca speranza di riapririsi.»
(Cristoforo Ivanovich, Minerva al tavolino, Venezia, 1681, p. 400)
Da una protesta presente nell'archivio del Consiglio dei Dieci, nel 1696 il teatro risultava ancora esistente e il piano terra venne utilizzato come deposito della Doganetta dell'Olio. Proprio per questo cambio di destinazione d'uso, il 26 settembre dello stesso anno fu proibito dal Consiglio la riapertura la sala del primo piano onde evitare possibili incendi:
(Parte presa dal Consiglio dei X contro la riapertura del Teatro Sant'Aponal)
Successivamente, durante il Settecento, scomparvero anche le ultime tracce rimaste della Sala e lo stabile ritornò ad essere adibito all'uso originario, ossia abitativo, così come ci riferisce Giovanni Carlo Bonlini:
(Giovanni Carlo Bonlini, Le Glorie della poesia e della musica, Venezia, 1730, pp. 23-24)

## Elenco delle prime assolute
- L'Oristeo di Francesco Cavalli, carnevale 1651 (opera per l'inaugurazione del teatro)
- La Rosinda di Francesco Cavalli, 1651
- La Calisto di Francesco Cavalli, 28 novembre 1651
- L'Eritrea di Francesco Cavalli, 17 gennaio 1652
- Pericle effeminato di Francesco Lucio, 7 gennaio 1653
- La guerriera spartana di Pietro Andrea Ziani, carnevale 1654
- L'Eupatra di Pietro Andrea Ziani, 1655
- Erismena di Francesco Cavalli, 30 dicembre 1655
- Le fortune di Rodope e Damira di Pietro Andrea Ziani, 1657
- La pazzia in trono, overo Caligola delirante di Francesco Cavalli, 1660